# Grand Parquet
Vous pouvez aider à l'améliorer ou bien discuter des problèmes sur sa page de discussion.
- Il ne cite pas suffisamment ses sources. Vous pouvez indiquer les passages à sourcer avec {{référence nécessaire}} ou {{Référence souhaitée}}, et inclure les références utiles en les liant aux notes de bas de page. (Marqué depuis octobre 2024)
- Son texte doit être wikifié : il ne correspond pas à la mise en forme Wikipédia (style, typographie, liens internes, liens entre les wikis, etc.). (Marqué depuis octobre 2024)
- Son ton est trop promotionnel ou publicitaire, voire hagiographique. Le texte doit adopter un ton neutre et encyclopédique. (Marqué depuis octobre 2024)

- Archive Wikiwix
- Bing
- Cairn
- DuckDuckGo
- E. Universalis
- Gallica
- Google
- G. Books
- G. News
- G. Scholar
- Persée
- Qwant
- (zh) Baidu
- (ru) Yandex
- (wd) trouver des œuvres sur Wikidata

Le Grand Parquet est un centre équestre et un site événementiel situé à Fontainebleau, en France.

## Histoire
Autrefois lieu de chasse des rois, le Grand Parquet est devenu au fil du temps un site entièrement dédié aux évènements équestres, entreprises et pleine nature.
Lors des Jeux olympiques d'été de 1924, l’hippodrome est choisi pour accueillir des épreuves hippiques de pentathlon moderne en juillet,. Le centre subit une rénovation massive au XXIe siècle. Il constitue l’un des centres de préparation pour les Jeux olympiques d'été de 2024.

## Structure
Le Grand Parquet offre de vastes surfaces d’expositions, des espaces polyvalents de séminaires, un espace locatif avec des cuisines professionnelles, des équipements modernes, un parking de 1200 places et un accès facilité par les autoroutes A5 et A6 à proximité, l’aéroport d’Orly à 40 km et la gare de Fontainebleau-Avon à 5 km.
Reconnu par les professionnels[Qui ?] comme étant l’un des plus beaux sites de compétitions en Europe, il est aujourd’hui un lieu de manifestations à part entière, capable d’accueillir tous types d’événements sportifs ou professionnels et des manifestations grand public. Implanté sur 30 hectares, le site peut accueillir jusqu’à 10 000 personnes.
Les infrastructures du Grand Parquet permettent l’organisation d’événements équestres et sportifs, ainsi que l’organisation d’expositions professionnelles ou grand public, de séminaires et de spectacles.
Les 6 carrières et le rond de présentation :
Le terrain d’honneur (dit Grand Parquet) de 12 000 m², terrain en herbe avec gradins non couverts disposant de 512 Places. Les tribunes disposent de 1 125 places dont 17 pour les personnes à mobilité réduite
- Le Petit Parquet de 8 000 m², terrain en sable avec gradins disposant de 200 places
- La carrière des Princes de 8 000 m², terrain en sable avec gradins disposant de 525 places
- La carrière O’ Delant de 4 000 m², terrain en sable
- La carrière du Puits du Cormier de 5 000 m², terrain en sable
- La carrière Diane de 2 520 m², terrain en sable
- Le Spring Garden de 3 384 m², terrain en sable avec gradins disposant de 192 places
- Le Rond d’Havrincourt de 496 m², terrain en sable.

Les écuries sont une zone de 237 boxes fixes de 9 200 m² et de 58 places de stationnement pour une surface de 2 500 m²
La zone « village exposant » :
Un espace de 10 000 m², pouvant accueillir 5 restaurants et plus de 150 exposants, implanté entre la zone de stationnement des boxes fixes et des terrains de sport
Nos 6 salles :
5 salles de réunions de 25 à 69 m², totalement équipées pour vos séminaires et événements d’entreprise
Une salle plénière de 200 m², avec un espace cuisine professionnelle équipée de 68 m² ainsi qu’une terrasse de 165 m²  avec une vue sur le terrain d’honneur.
Les zones de parking :
- La salamandre : Espace d’une capacité de 1 500 véhicules légers, situé à proximité du Grand Parquet
- Le polygone : Espace d’une capacité de 400 véhicules légers, situé à côté de l’entrée principale du Grand Parquet
- Parking intérieur : Un 1er espace situé devant les boxes en dur, d’une capacité de 200 véhicules légers ou de 50 poids lourds.
- Un 2ème espace situé devant nos plateformes d’accueil de boxes démontables, d’une capacité de 800 véhicules légers ou de 90 poids lourds.
- Parking officiel : Espace d’une capacité de 100 véhicules légers
- Le Montmorillon : Espace d’une capacité de 5 000 véhicules légers situé à 500 m du site du Grand Parquet

## Représentations culturelles
Une partie du film Jappeloup avec Guillaume Canet y est tourné.